# Brottmålsdomaren
Brottmålsdomaren är en svensk film från 1917 i regi av Georg af Klercker. 

## Om filmen
Filmen premiärvisades 15 oktober 1917 på Sture-Teatern i Stockholm. Filmen spelades vid Hasselbladateljén på Otterhällan i Göteborg av Gustav A. Gustafson

## Rollista
- Georg Blickingberg - Evald Sterner, brottmålsdomare
- Gabriel Alw - Kai Falk, ingenjör
- Olga Hällgren - Jesta Fridman
- Olof Sandborg - Fridman, hennes far, bankir